# Мстиславський єзуїтський колегіум
Мстисла́вський єзуї́тський коле́гіум — навчальний заклад Товариства Ісуса, який діяв у Мстиславлі у період 1772–1820 рр.

## Єзуїти у Мстиславлі
У 1690 р. шляхта на повітовому сеймі схвалила ідею закласти в місті місіонерський будинок і школу єзуїтів. За матеріальної підтримки місцевих посадових осіб і жителів єзуїти розгорнули свою освітню діяльність у 1691 р. Знищена шведами під час Північної війни місія була відновлена у 1711 році і перетворена в резиденцію. Тоді ж з'явилося нове приміщення для бібліотеки. У 1710 року в єзуїтській школі почали викладати риторику. У 1729—1741 рр. викладалася також філософія (для світських учнів), у 1736—1737 рр. — моральне богослов'я (для місцевих семінаристів-єзуїтів), а у 1750–1751 рр. — математика.
У 1764—1779 рр. виникла кам'яна, крита гонтом двоповерхова будівля, яка після отримання резиденцією статусу колегіуму була розширена. На час закриття закладу у 1820 році він був 60 метрів завдовжки і 13 метрів завширшки і складався з 18 кімнат. Головним храмом колегіуму був костел Святого Михайла Архангела, побудований у 1730—1748 рр.

## Діяльність колегіуму
Рішення Катерини II зберегти Товариство Ісуса в Російській імперії, в яку у 1772 р. потрапив і Мстиславль, і швидке перетворення її білоруських володінь в центр тяжіння для колишніх єзуїтів сприяли активізації діяльності ордена. Так, у 1779 р. резиденції в Могильові і Мстиславлі зусиллями єпископа Станіслава Богуша-Сестренцевич отримали статус колегіумів.

### Середня школа
Зазвичай у Мстиславському колегіумі працювали 10-12 єзуїтів, двоє з яких були проповідниками, а ще четверо викладали у 5-класній школі (класи: інфима, граматика, синтаксис, поетика і риторика). II і III класи (граматика і синтаксис), а також IV і V класи (поетика і риторика) дуже часто об'єднувалися. Середня школа єзуїтів мала популярність. У 1784 р. в школі було 160 учнів , у 1796 р. — 113, у 1802 р. — 142, у 1805 р. — 150. Займалися в ній майже виключно діти шляхтичів: у 1807 р. зі 103 учнів тільки 3 хлопці були з міщан.
Під час французько-російської війни 1812 року колегіум і школа були перетворені французами на шпиталь. Ректор В. Тиванкевич розпустив учнів додому, а майже всіх єзуїтів відправив по місцевих фільварках. Навчальний рік почався тільки в січні 1813 р.

### Канвікт
В середині 80-х рр. XVIII ст. був відкритий канвікт (пансіон) для дітей заможної знаті. Він розміщувався в кам'яному будинку, розташованому навпроти колегіуму. 1784 року в канвікті жили 12 учнів , у 1796 — 22, у 1802 — 21, у 1817 — 18, а в 1818 — 15. Причому, зниження кількості канвікторів не було пов'язано з падінням його популярності, позаяк в тому ж 1818 р. канвікт був перебудований, щоб приймати не менше 40 постояльців.
У 1807 р. річна плата за перебування в канвіті становила 100 рублів сріблом. При цьому існував спеціальний фонд родини Сологубів, з якого оплачувалося проживання певної кількості учнів (у 1807 р. таких було 12).

### Музична бурса
Також при колегіумі з 1720-х рр. діяла також музична бурса. У 1796 року в ній займалося 14 учнів , у 1802 — 10, в 1807 — 13, в 1817 і 1818 рр. — по 20 учнів, які отримували від колегіуму житло з опаленням, харчування та одяг.

### Бібліотека і аптека
Після перетворення резиденції в колегіум і завдяки переїзду із Західної Європи в Білорусь братів-єзуїтів із власними книгозбірнями суттєво поповнилася єзуїтська бібліотека. Відомостей про неї небагато, але в акті візитації за 1816 рік відзначається, що «колегіум має невелику біблітеку, яка задовільняє, проте, всі потреби». Ще з 1740 р. при резиденції діяла власна аптека.

## Визначні постаті колегіуму

### Ректори
- Ян Шварц (1783)
- Мартін Струсинський (1783—1803)
- Войцех Абрампольський (1803—1806)
- Мацей Алендзький (1806—1810)
- Винцентий Тиванкевіч (1810—1814)
- Винцентий Рипінскі (1814—1819)
- Юзеф Пшисецкі (1819—1820)[1]

### Викладачі
- Раймунд Бжозовський, ректор Полоцької єзуїтської академії, асистент генерала Ордена єзуїтів.
- Винцент Бучинський , філософ, професор Полоцької єзуїтської академії і Левенського університету
- Казимир Гласко, професор Полоцької єзуїтської академії і Клонговз Вуд коледжу (Ірландія)
- Франтішек Деружинський, професор і секретар Полоцької єзуїтської академії; суперіор Північноамериканської місії єзуїтів, провінціал Меріленда, віце-президент Джорджтаунського університету (США)
- Вінсент Жолудь, префект Полоцької єзуїтської друкарні
- Норберт Корсак, професор коледжу Стовніхерст (Велика Британія)
- Алоїз Ландес, ректор Полоцької єзуїтської академії і Тернопільського єзуїтського колегіуму
- Юзеф Маралевський, білоруський поет; ректор єзуїтських колегіумів в Тинці, Новому Сончі та Старій Весі
- Рафал Маркіянович, ректор Тернопільського єзуїтського колегіуму, провінціал Галицької провінції Чину єзуїтів
- Никодим Мусницький, поет і драматург; професор Полоцького єзуїтського колегіуму
- Петро Естка, вчений-філолог; провінціал Білоруської провінції Чину єзуїтів

### Випускники
- Ангел Довгірд, професор Вільнюського університету
- Вінсент Липський, єпископ Тираспольський[1]

## Доля єзуїтської спадщини у Мстиславлі
Після вигнання єзуїтів з Російської імперії (1820) уряд передав костел Святого Михайла Ахангела, кам'яні будівлі колегіуму, школи і канвікти, а також господарські будівлі ченцям бернардинів. Нові господарі повинні були продовжити утримання школи, але їх повітова школа проіснувала лише з вересня 1822 по 1829 р. Незабаром храм був перероблений під православну церкву, а в єзуїтських будівлях розмістилася православна духовна семінарія.
Під час Німецько-радянської війни храм сильно постраждав, але після був відремонтований і використовувався як районний Будинок культури. Після того, як в ніч на 21 грудня 2017 р. обвалилася частина стіни, будівля знаходиться під загрозою повного знищення. Було розпочато збір коштів на порятунок костелу. Також збереглися будівлі корпусу колегіуму, аптеки, канвікта, господарських будівель, а також каплиця і цегляна огорожа. Робляться спроби знайти гроші на реставрацію колегіуму через проекти технічної допомоги, що реалізуються за фінансової підтримки ЄС.